# Elena Piscopia
Elena Lucrezia Cornaro Piscopia (Veneza, 5 de junho de 1646 – Pádua, 26 de julho de 1684) foi uma filósofa veneziana de origem nobre, e a primeira mulher a receber um diploma universitário.
Elena era também uma virtuosa musicista, e em uma época em que o nível de exigência era bastante alto, era considerada uma ótima executante de cravo, clavicórdio, harpa e violino. Suas habilidades foram mostradas nas diversas composições que produziu ao longo da vida.
Foi também membro de várias academias e estimada em toda a Europa por suas realizações e virtudes, tendo se tornado professora de matemática na Universidade de Pádua em 1678.

## Primeiros anos
Elena nasceu no Palazzo Loredan, República da Veneza, a terceira filha de Zanetta Boni e Giovanni Battista Cornaro-Piscopia. Sua mãe era de origem camponesa, e apesar do casal já ter quatro filhos à época do nascimento de Elena, eles não eram casados. O pai de Elena era procurador de San Marco, um alto cargo na República da Veneza, cargo que permitiu que morassem na Praça de São Marcos.
Aconselhado pelo cura Giovanni Fabris, um amigo da família, desde cedo o pai de Elena se certificou de que a filha tomasse lições de  latim e grego sob a tutoria de renomados professores, e aos sete anos a menina já era proficiente nessas línguas. Mais tarde, ela também dominaria o hebraico, o castelhano, o francês e o árabe, conquistando o título de "Oraculum Septilingue". Mais tarde, seus estudos incluiriam abrangeriam também a matemática, a filosofia e a teologia. Em 1665, assumiu o hábito da Ordem Beneditina, mas sem contudo se tornar uma freira.
Em 1669, Elena traduziu do espanhol para o italiano a obra Colloquio di Cristo nostro Redentore all’anima devota, um livro do monge cartuxo Giovanni Laspergio, e conheceria importante reconhecimento por este trabalho. Convidada a tornar-se membro de diversas sociedades acadêmicas da época, sua fama espalhou-se pela Itália e, em 1670, Elena tornou-se presidente da prestigiosa sociedade veneziana Accademia dei Pacifici.

## Carreira

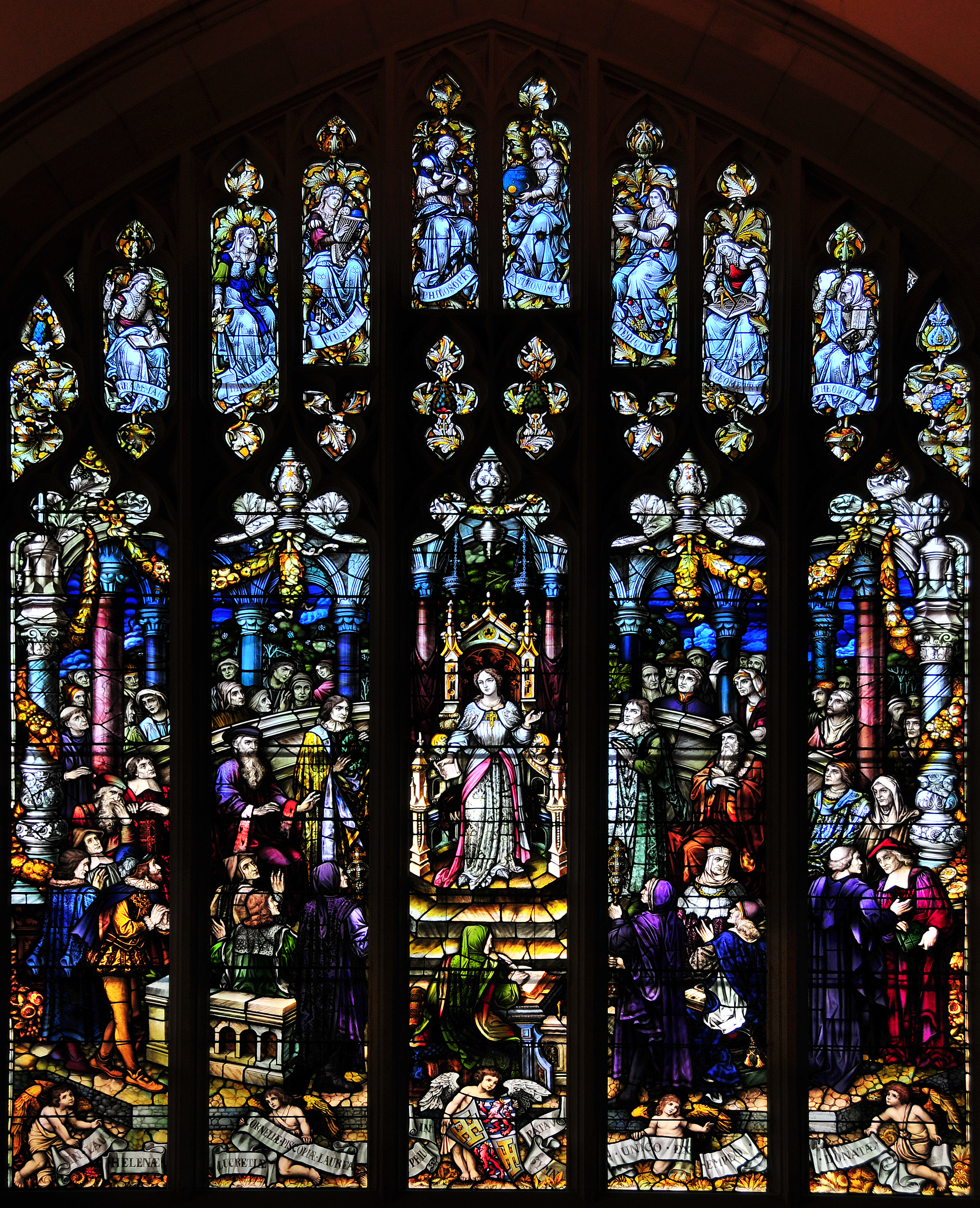
O vitral Cornaro.

Por recomendação de Carlo Rinaldini, seu tutor de filosofia, Felice Rotondi, pediu à Universidade de Pádua que concedesse a Cornaro uma láurea em teologia, aceitando-a como aluna. Gregorio, Cardeal Barbarigo, à época bispo de Pádua, ao saber que Elena estava buscando uma licenciatura em teologia, recusou-a por ser mulher, mas contudo autorizou-a a buscar um diploma em filosofia e após um desempenho brilhante em seus estudos, obteve a láurea em filosofia.
O diploma foi conferido em 25 de Junho de 1678, na Catedral de Pádua, em presença das autoridades da Universidade, dos professores de todas as faculdades, de estudantes e da maior parte dos senadores de Veneza, além de diversos convidados das Universidades de Bolonha, Perugia, Roma e Nápoles. Elena falou durante uma hora em latim clássico, explicando passagens selecionadas aleatoriamente das obras de Aristóteles. Ela foi ouvida com enorme respeito e atenção e, ao concluir, recebeu aplausos do professor Rinaldini, que procedeu com a insígnia da láurea, um livro de filosofia, colocando uma coroa de louros em sua cabeça, um anel em seu dedo e uma estola de arminho em seus ombros. Essa cena encontra-se representada no chamado Vitral Cornaro, da Thompson Memorial Library, no Vassar College (EUA).
Elena foi membro de várias academias e era admirada em toda Europa por suas virtudes e conquistas, e seus últimos sete anos foram devotados à caridade e aos estudos. Seus escritos, publicados em Parma em 1688, abrangiam discursos, traduções e tratados religiosos.

## Morte
Morreu prematuramente de tuberculose em Pádua, em 1684, sendo sepultada na Igreja de Santa Giustina. Sua morte foi marcada por serviços memorial em Veneza, Pádua, Siena e Roma. 

## Reconhecimento
Em Pádua uma estátua em sua homenagem foi erguida na Universidade, e mais tarde a Universidade de Pádua criou uma medalha à ser conferida em sua honra.

### Publicações
Seus escritos incluem discursos acadêmicos, traduções e tratados devocionais.
Coletado

- Bacchini, Benedetto, ed. (1688). Helenae Lucretiae Corneliae Piscopiae opera quae quidem haberi potuerunt (em italiano e latim). Parma: Rosati  – via Google Books

Publicado anteriormente

- Lettera overo colloquio di Christo N. R. all'anima devota composta dal R. P. D. Giovanni Laspergio in lingua spagnola e portata nell'italiana. Venice: Giuliani. 1669 (reimpresso Bacchini ed. 1688 pp. 179–183)

Não publicado

- A 1672 discourse on Our Lady of Sorrows[6]

### Biografias
- Deza, Massimiliano (1686). Vita di Helena Lucretia Cornara Piscopia descritta da Massimiliano Deza della Congregazione della Santissima Madre di Dio, e dedicata alla maestà dell'aug.ma imperatrice Eleonora principessa di Monferrato, &c (em italiano). Venice: Antonio Bosio. Consultado em 5 de junho de 2019
- Benedetto Bacchini (1688) Actorem Helenæ (em Latin; Bacchini ed. 1688 pp. 1–48)
- Lupis, Antonio; Vendramina, Caterina (1689). L'eroina Venetia, ouero, La vita di Elena Lucretia Cornara Piscopia (em italiano). Venice: Curti. OCLC 991386840
- Pynsent, Mathilde (1896). The Life of Helen Lucretia Cornaro Piscopia, Oblate of the Order of St. Benedict and Doctor in the University of Padua (em inglês). [S.l.]: St. Benedict's
- Fusco, Nicola (1975). Elena Lucrezia Cornaro Piscopia, 1646–1684 (em inglês). [S.l.]: United States Committee for the Elena Lucrezia Cornaro Piscopia Tercentenary
- Maschietto, Francesco Ludovico (1978). Elena Lucrezia Cornaro Piscopia, 1646–1684: prima donna laureata nel mondo. Col: Contributi alla storia dell'Università di Padova (em italiano). 10. Padua: Antenore
  - Maschietto, Francesco Ludovico (2007).  Marshal, Catherine, ed. Elena Lucrezia Cornaro Piscopia (1646–1684): The First Woman in the World to Earn a University Degree (em inglês). Traduzido por Vairo, Jan; Crochetiere, William. [S.l.]: Saint Joseph's University Press. ISBN 978-0916101572. Consultado em 5 de junho de 2019
- Tonzig, Maria Ildegarde (1980). Elena Lucrezia Cornaro Piscopia: prima donna laureata nel mondo. Terzo centenario del dottorato (1678–1978) (em italiano). [S.l.]: V. Gualandi
- Guernsey, Jane Howard (1999). The Lady Cornaro: Pride and Prodigy of Venice (em inglês). [S.l.]: College Avenue Press. ISBN 978-1883551445
- Carrano, Patrizia (2001). Illuminata. La storia di Elena Lucrezia Cornaro, prima donna laureata nel mondo (em italiano). [S.l.]: Mondadori. ISBN 978-8804490906
- Pighetti, Clelia (2005). Il vuoto e la quiete: scienza e mistica nel '600 : Elena Cornaro e Carlo Rinaldini (em italiano). [S.l.]: FrancoAngeli. ISBN 978-8846463333. Consultado em 5 de junho de 2019